# Адангме
Ада́нгме, аденгме, адангбе, дангмелі (самоназва) — народ в Гані на узбережжі Гвінейської затоки на південь від Аквапімських пагорбів. 

## Чисельність, мова, віра і походження
Чисельність 650 тисяч чоловік (станом на 1985 рік). Споріднені га, об'єднуються з ними під загальною назвою ган-адангме, або га-дангме. 
Відносяться до негритянської раси великої негроїдної раси. 
Мова адангме підгрупи ква нігеро-конголезької групи конго-кордофанської сім'ї. Писемність на латинській графічній основі. Адангме поділяються на 7 груп, кожна з яких говорить особливим діалектом: кробо (самоназва — клолі), кпоне, ада (адда), шай, осудуку, прампрам і нінго. Окремі групи адангме двомовні: кпоне говорять також мовою га, ада — мовою еве. 
Зберігають традиційні вірування, частина адангме — протестанти і католики. Традиційні вірування — культ предків і поклоніння Великій матері Акровері. Жрецькі функції зазвичай виконує вождь (конор). 
За етногенетичними легендами, предки адангме переселилися на початку XVI століття з району озера Чад. Створили ряд великих вождеств (Крабо, Ада, Шай, Осудуку) і конфедерацію Прампрам.

## Господарство, матеріальна і духовна культура
Основне заняття — ручне підсічно-вогневе землеробство (ямс, просо, кукурудза, маніок, банани), рибальство, дрібна торгівля і ремесла (гончарство, плетіння, виготовлення човнів і рибальських снастей). 
Традиційне житло — прямокутний у плані будинок з дерева або глини з земляною долівкою, дах з пальмового листя або трави. 
Традиційний одяг витіснена кенте і європейським костюмом. Основа їжі — рослинна і рибна. Традиційні соціальні інститути — патрилінейна родова організація (6 головних родів) і особлива форма громади — хуза, що об'єднує групу людей (не завжди родичів), які спільно володіють однією ділянкою землі і обробляють її. 
Характерні свята врожаю, присвячені просу (жовтень) і ямсу (серпень—вересень). Практикуються обрізання хлопчиків, ініціаційні ритуали для дівчаток.
Усний фольклор, а саме казки в аденгме, як і в решти ганських етній, записував Джек Беррі (Jack Berry) — увійшли до його збірника народних казок Західної Африки (1991).